# المخرم
المُخرّم أو المخرم الفوقاني مدينة ومركز منطقة تتبع محافظة حمص في سورية. بلغ عدد سكان المدينة 32,447 . وبلغ عدد سكانها مع القرى والنواحي التابعة لها حوالي 52,068 نسمة حسب تعداد 2004 وفقاَ للمكتب المركزي للإحصاء 

## الجغرافیا
تبعد عن مركز مدينة حمص حوالي 50 كم وتعداد سكانها حوالي 32,447 نسمة وهي مركز المنطقة ويتبع لها حوالي 50 قرية أخرى ومن أشهر القرى القريبة منها قرية السنكري وأم العمد وعين النسر والمشرفة- إلى الغرب، المخرم التحتاني إلى الشمال الشرقي، سلمية إلى الشمال، بري شرقي وعقارب إلى الشمال الشرقي، وجب الجراح والمسعودیة إلى الشرق ، الفرقلس وجنينات إلى الجنوب، والحراکي إلى الجنوب الغربي.
وقرية باب الهوا.

## التاریخ الحدیث
في عام 1838 تم تصنيف المخرم كخربة («خربة» أو «قرية مهجورة») في منطقة سلمية. تأسست المدينة الحديثة في عام 1882، وخلال أواخر العهد العثماني، على الرغم من أن سكانها وجدوا صعوبة في إعادة بناء المنطقة شبه القاحلة حیث تقع مساحة واسعة من المخرم في الصحراء السورية. ٱهم منتجاتها الزراعية الرئيسية هي الزيتون واللوز. وقد أصبح للوز مهراجاناٌ للاحتفال یقیمه السكان کل عام «مهرجان اللوز» کانت البداية في عام 2010. وفي عام 1968 أصبحت المخرم مرکز منطقة سمیت باسمها، آخذة مكان جب الجراح، ومركز المنطقة السابق.

## السكان
النسبة الأکبر من سكان المخرم والكثیر من قراها هي من الطائفة العلوية. هناك ٱشخاص کثر من المدينة خدموا في مناصب رفيعة المستوى في الجيش العربي السوري والأجهزة الأمنية مثل محمد عمران، وزير الدفاع السابق (أوائل 1966)،  وكان والد عمران الشيخ الديني والزعيم المحلي للمدينة. من الشخصيات العسكرية السورية الملحوظة الأخرى سعيد أحمد صالح، الرئيس السابق لجهاز الأمن السياسي (1970-1987) ومن ثم نائب وزير الداخلية، وعدنان بدر حسن الرئيس السابق لجهاز الأمن السياسي (1987-2002)،  وعبد الكريم رزوق الراحل في السبعينات قائد فيلق الصواريخ وقوات الدفاع الجوي.

## الزراعة والاقتصاد
تشتهر بزراعة العنب وأنواع المزروعات والفواكه والقمح وانتشرت بها زراعة الزيتون واللوز والكرمة. ويغلب على السكان العمل الحكومي ثم الزراعي أما بالنسبة للصناعات فتقتصر على معاصر الزيتون».

## التعلیم والخدمات
ومن حيث الخدمات الموجودة تضم المنطقة مجموعة مدارس ثانوية للذكور والإناث والفنون والزراعة والصناعة، كذلك تضم عدداً من مدارس التعليم الأساسي ورياض الأطفال الخاص والعام، وشعبة للحزب ورابطة فلاحية ومجلس مدينة ومركز ثقافي ومديرية مالية ومكتب توثيق عقاري ونادٍ رياضي ومخبز ومديرية منطقة ووحدة اقتصادية للمياه وشعبة كهرباء ومركز أعلاف واسمنت ومشفى ومستوصف عادي ومركز توليد، وهي بذلك تكون نسخة مصغرة عن محافظة «حمص» توافر جميع الخدمات التي يحتاجها المواطن.
المستوى الثقافي في المنطقة ممتاز حيث توجد شريحة كبيرة متعلمة، وتم الاحتفال العام الماضي بتحرير المنطقة من الأمية.

## الصحة
يوجد مستوصفان طبيان ومشفى، أنشئ مؤخرا مشفى المخرم الفوقاني كمشروع حيوي واستراتيجي في المنطقة، وكان قد بدأ العمل به قبل عشر سنوات، وهو كإكساء شبه منته، تم تدشين المشفى 2014 بأربعة طوابق وسكن اطباء مستقل ليتمكن من تخديم آلاف المواطنين كونه الوحيد في ريف حمص الشمالي.
ومشروع المشفى من أهم المشاريع في المنطقة وقد تبرع بأرضه شخصان من المنطقة بمساحة عدة دونمات، وهو يخدّم قرى بعيدة مثل «جب الجراح» التي تبعد حوالي 70 كم شرق المخرم بدلاً من أن يتم إسعاف المريض إلى المشفى الوطني «بحمص».

## الآثار
1. يوجد في المدينة عدة أماكن اثرية هامة منها التل الأثري الذي يتوسطها في مكان مأهول منذ ما يقارب 70 عاماً والذي يقع حالياً تحت حماية مديرية آثار حمص، ولعدم استثماره من قبل مديرية الآثار بقي على حاله مع إعاقة أي عملية بناء للسكان المحيطين بالتل، وهو ما يتطلب حلاً سريعاً من مديرية الآثار وذلك لسببين: الأول: تنظيم وضع السكان المحيطين بالتل بخصوص البناء والثاني: قيام المديرية باستثمار التل سياحياً، وهو ما يعود بالفائدة على أهالي المنطقة».[7]
2. هناك تلال أثرية في قرية السنكري لكن لم يتم استثمارها بعد.
3. مجموعة الحدائق التي أنشآها الرومان والمسماة حاليا بالجنينات وتبعد بضعة كيلو مترات عن المدينة باتجاه الجنوب واحتوت الجنينات على الكثير من الآثار التاريخية.